# BMW 501
La BMW 501 è un'autovettura di fascia alta prodotta dal 1952 al 1963 dalla Casa automobilistica tedesca BMW. Fra il 1958 e il 1961, la denominazione commerciale mutò in 2,6, in virtù dell'unica motorizzazione rimasta in listino in quel periodo, mentre durante il suo ultimo biennio di produzione, essa mutò ancora in 2600.

## Storia e profilo

### Genesi ed esordio
Il contesto storico in cui il progetto relativo alla 501 (o Typ 501 come venne identificato tale progetto presso gli addetti ai lavori) fu a dir poco difficile: al termine della seconda guerra mondiale lo stabilimento di Eisenach, dove venivano assemblate le autovetture BMW, si venne a trovare nella zona presidiata dalle autorità sovietiche, perciò inaccessibile da parte della stessa dirigenza che invece si trovava nello stabilimento centrale di Monaco di Baviera, dove invece venivano assemblate le motociclette. Non solo, ma anche l'ipotesi di convertire una parte dell'impianto bavarese alla produzione di auto si rivelò tutt'altro che semplice, per via del fatto che tale impianto uscì pesantemente danneggiato dal conflitto dopo i bombardamenti da parte dell'aeronautica alleata. Riprendere la produzione fu quantomeno proibitivo, ragion per cui si procedette a una ricostruzione sommaria, laddove fosse possibile, con le risorse disponibili, allo scopo di riprendere l'attività produttiva. Così, nel 1948, si ricominciò a produrre motociclette, mentre per quanto riguarda la produzione automobilistica venne inizialmente proposto un progetto relativo a una piccola vettura di fascia bassa, con l'intenzione di venire incontro a una popolazione ormai in grande parte sprovvista di grandi risorse finanziarie oppure che ne aveva destinata una gran parte alla ricostruzione della propria vita. Ma a conti fatti il progetto venne abortito per via dei costi di progettazione, industrializzazione e sviluppo, che avrebbero fatto lievitare oltremodo il prezzo della vettura definitiva, la quale avrebbe finito per risultare tutt'altro che concorrenziale. Per questo motivo, si scelse di realizzare una vettura di fascia alta, per la quale ci si sarebbe potuto permettere anche qualche sbordatura in più sul piano dei costi, ma senza esagerare in quanto si volle comunque utilizzare parte della componentistica già esistente, tra quella reperibile anche a Monaco di Baviera, visto che oramai la fabbrica di Eisenach era irrimediabilmente persa. La realizzazione di una vettura di fascia alta, tra l'altro avrebbe potuto rivelarsi utile per ribadire la presenza del marchio BMW in tale segmento di mercato, anche dopo un evento tragico come quello della guerra appena conclusa, visti i consensi ottenuti dagli ultimi modelli lanciati alla fine del decennio precedente. Fortunatamente, tra le parti già esistenti, la casa dell'Elica disponeva anche degli stampi per il motore da 2 litri già impiegato per equipaggiare i modelli 320, 326 e 327 d'anteguerra. Il progetto si snodò tra la fine degli anni quaranta e i primissimi anni cinquanta. Appuntamento prefissato con la presentazione al pubblico fu il Salone di Francoforte del 1951, che in quegli anni si teneva in primavera e per il quale nel 1951 venne fissato il 19 aprile come giorno di apertura. Un paio di settimane prima, la casa dell'Elica annunciò alla stampa la ripresa della produzione automobilistica e la presentazione a Francoforte del primo prototipo del nuovo modello.
Alla kermesse di Francoforte la vettura venne esposta però solo come prototipo: in realtà la vettura necessitava ancora di un'adeguata messa a punto, tanto che durante i successivi mesi del 1951 e i primi mesi dell'anno seguente vennero approntati e collaudati 25 esemplari di 501 di pre-serie. E comunque già al termine del Salone di Francoforte la casa dell'Elica diffuse i primi opuscoli relativi al nuovo modello, anche se la potenziale clientela avrebbe dovuto attendere ancora un anno e mezzo prima dell'avvio della commercializzazione. I primi esemplari furono infatti consegnati solo nel novembre del 1952. Un altro grosso motivo di tale ritardo stette nel fatto che la BMW sperò di ottenere dei risarcimenti per i danni subiti dallo stabilimento bavarese, ma alla fine venne accusata di collaborazionismo, per cui non le sarebbe spettato un solo marco, ragion per cui, oltre a un conseguente ritardo, tale decisione causò anche uno scompenso finanziario notevole alla casa dell'Elica, scompenso che verrà sanato solo dieci anni dopo. Nel frattempo, la concorrenza, principalmente composta dalla Mercedes-Benz 220a e dalla Opel Kapitän, stava consolidando le proprie posizioni nel mercato automobilistico tedesco dell'epoca. Ciò andrà a discapito dei risultati commerciali, sia della 501, sia della sua "sorella" maggiore, la 502.

#### Design e stile

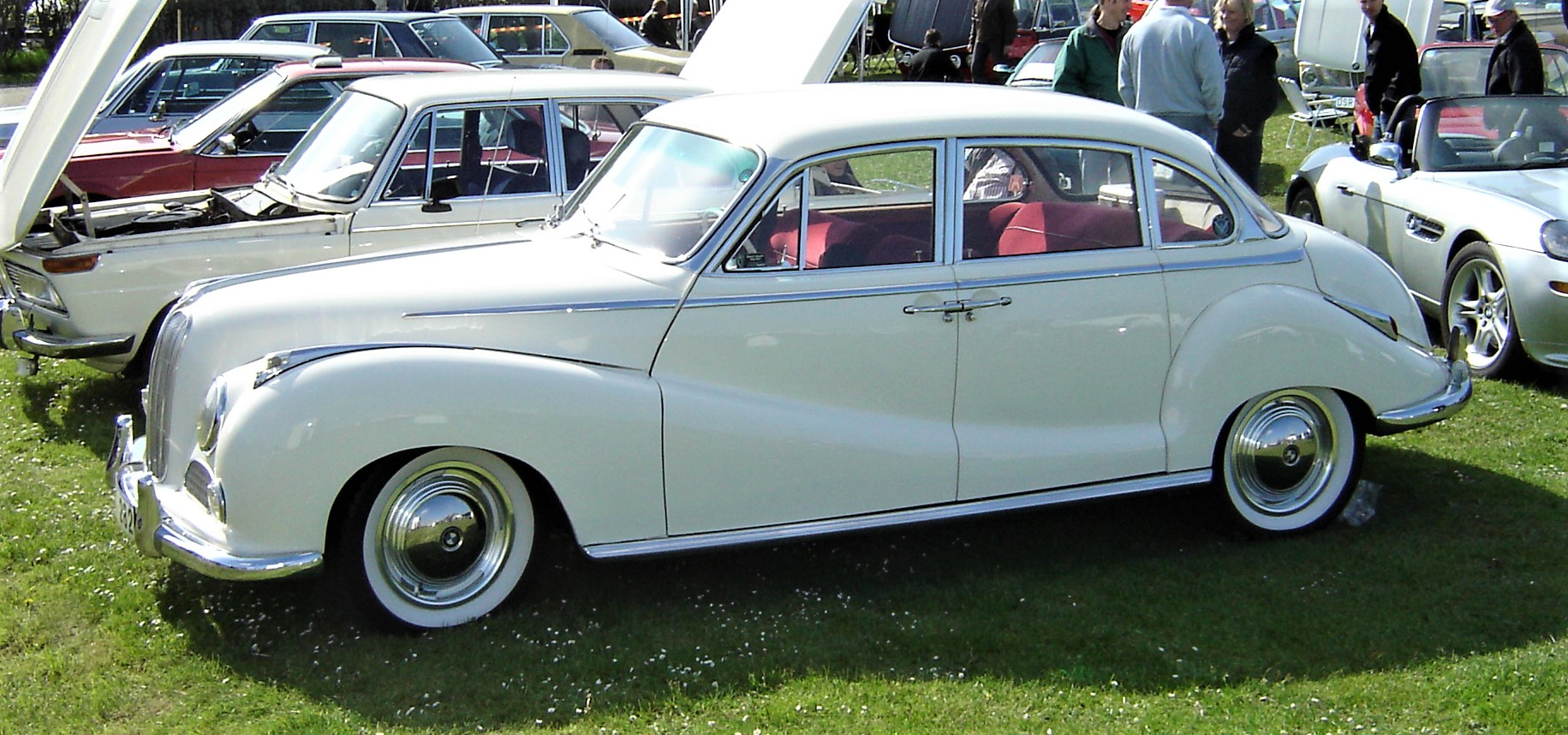
Vista laterale di una BMW 501

Prima nuova BMW prodotta dopo la guerra e prima autovettura BMW prodotta nello stabilimento di Monaco di Baviera, la 501 si propose con un corpo vettura imponente, ma dai tratti avvolgenti e tondeggianti. Il suo stile piuttosto ricercato per l'epoca, era denominato Barockengel ("angelo barocco" o più semplicemente "putto" in tedesco) e si discostava sia dalle classiche forme a parafango separato, sebbene quest'ultimo fosse chiaramente distinguibile rispetto al resto del corpo vettura, sia dalle più moderne configurazioni di tipo ponton che proprio in quel periodo stavano cominciando a diffondersi. Disegnata da Peter Szymanowski, che fino a prima della guerra era direttore dello stabilimento di Eisenach, la linea della 501 costituì il punto ultimo di evoluzione e affinamento di un lavoro cominciato durante la guerra e portato avanti in clandestinità, lavoro che prevedeva lo studio di soluzioni aerodinamiche per la produzione post-bellica. Per tracciare le linee definitive del corpo vettura si valutò anche la partecipazione di carrozzieri esterni, tra cui la stessa Pininfarina, la cui soluzione, benché più moderna, venne però scartata in favore della proposta del centro stile interno.
Il frontale della 501 riprendeva in chiave moderna l'impostazione delle ultime BMW d'anteguerra, con i parafanghi separati, ma non più così nettamente come in passato, in quanto il loro profilo risultava più annegato negli elementi di collegamento con il cofano motore, sebbene ancora percettibile. Sulla loro sommità comparvero due "creste" cromate che integrarono gli indicatori di direzione. Il maggior sviluppo della zona intermedia fra parafanghi e cofano motore permise fra l'altro di innalzare il livello dei fari anteriori, al di sotto dei quali comparvero due prese d'aria ovali aggiuntive. Simile a quella delle ultime BMW d'anteguerra, anche se leggermente aggiornata, era la calandra a doppio rene a sviluppo orizzontale. Elegante la fiancata dall'alta linea di cintura, una fiancata in cui la linea laterale del parafango si prolungava sconfinando nelle due portiere per ogni lato (apribili a libro) con un andamento sinuoso fino a congiungersi con il parafango posteriore, anch'esso molto avvolgente. Il disegno della linea della 501 venne risolto con una coda sfuggente a mo' di conchiglia e che incorporava il vano bagagli.
Poiché al momento dell'avvio della produzione della 501 lo stabilimento di Monaco di Baviera non fu ancora in condizioni ottimali per un sufficiente ritmo produttivo, i lavori di produzione vennero affidati in gran parte alla carrozzeria Baur di Stoccarda, che realizzò le scocche, poi rispedite a Monaco per essere montate sui telai assieme a motore e meccanica telaistica.
L'abitacolo della 501 era sobrio, a tratti anche piuttosto scarno, specie considerando che si aveva a che fare con una vettura di fascia alta, ma al contempo elegante. Particolarmente semplificato erano il disegno e l'equipaggiamento del cruscotto. Anche qui le difficoltà finanziarie della casa bavarese ebbero la meglio. Lo spazio a bordo era abbondante persino per sei persone, dal momento che la leva del cambio venne montata sul piantone del volante permettendo così di installare un divano anteriore a tre posti, cui si aggiunse il consueto divano posteriore di pari capienza.

#### Struttura, meccanica e motore

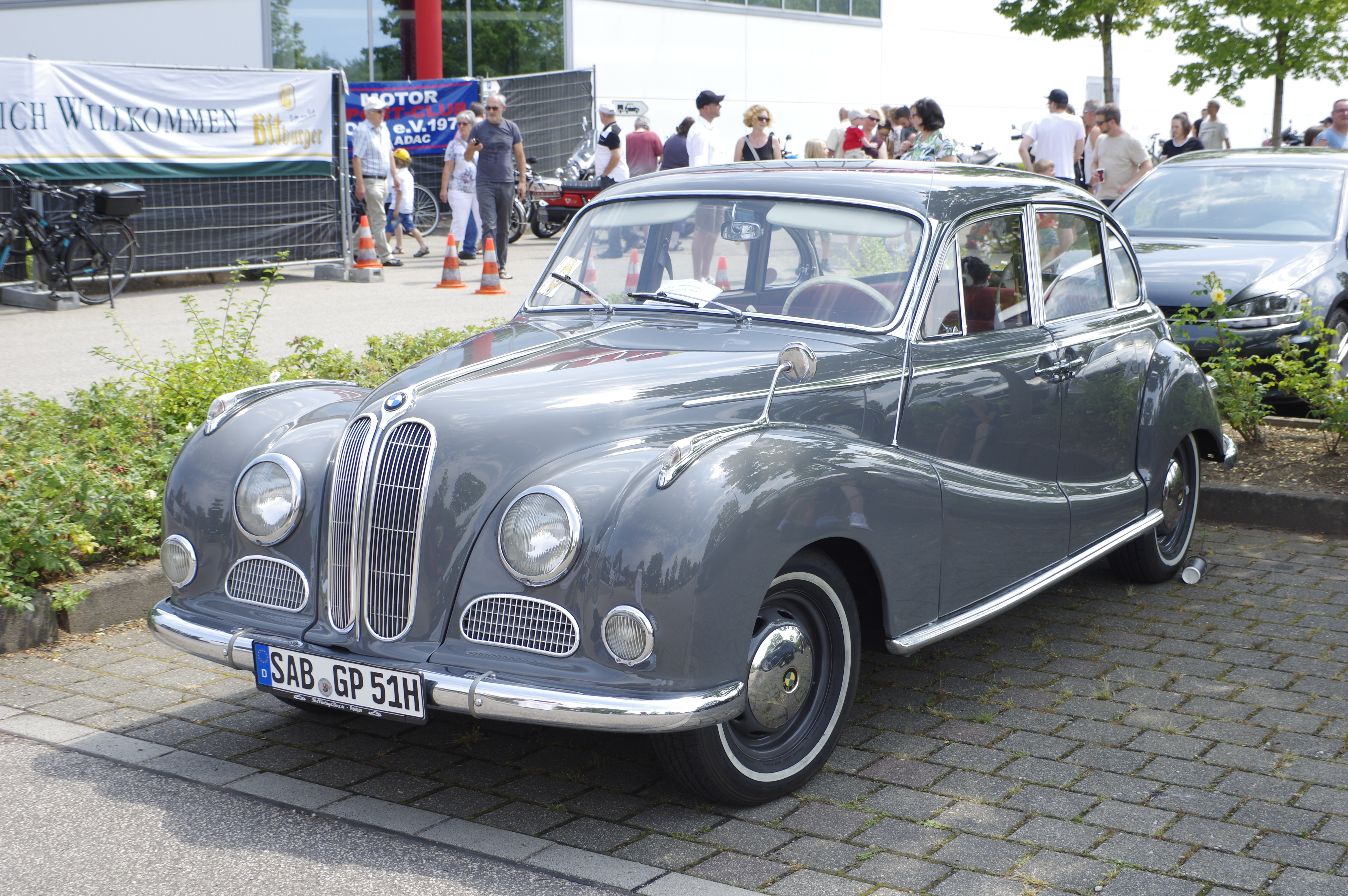

La struttura di base della 501 era del tipo a telaio separato con scocca in lamiera, entrambi in acciaio. Il telaio, progettato e realizzato da Alfred Böning, era costituito da elementi scatolati saldati a una base a longheroni e traverse e si rivelò particolarmente robusto, ragion per cui, nonostante la casa dell'Elica avesse rinunciato per motivi di costi allo sviluppo di una più moderna struttura a scocca portante, tale base telaistica si prestò particolarmente bene all'allestimento di versioni speciali carrozzate da ditte esterne a seconda delle esigenze del cliente, versioni che verranno realizzate solo negli anni successivi. Non solo, ma la particolare robustezza del telaio costituì un valore aggiunto sul piano della sicurezza passiva, assieme al serbatoio carburante, montato in una posizione particolarmente protetta dagli urti. L'architettura meccanica della 501 era quella classica della maggior parte delle vetture di quegli anni, con motore anteriore longitudinale e trazione posteriore. La 501 si avvaleva di sospensioni a barre di torsione longitudinali, con doppi bracci trasversali all'anteriore e ammortizzatori idraulici telescopici montati in obliquo in modo da risultare in basso all'esterno del braccio inferiore e in alto all'esterno del braccio superiore. Tale soluzione permise di ottenere un più alto livello di comfort. Il retrotreno era sempre a barre di torsione longitudinali, ma prevedeva una più rustica soluzione ad assale rigido. L'impianto frenante era del tipo a tamburi sulle quattro ruote, montati entrobordo per ridurre le masse non sospese e azionati con comando a cavo, una soluzione poco efficace che costituì uno dei nei che penalizzarono le vendite della vettura. Lo sterzo era caratterizzato da una notevole precisione, data dalla soluzione, adottata dai tecnici BMW, di trasferire i vantaggi e la semplicità di uno sterzo a cremagliera su di un segmento di ruota piatta, praticamente una sorta di coppia conica applicata allo sterzo. Tale scatola sterzo era lubrificata con lo stesso olio che serviva a lubrificare le sospensioni anteriori.
Il motore utilizzato sulle prime 501 era una diretta evoluzione del 6 cilindri in linea che a suo tempo già aveva equipaggiato la BMW 326 e altri modelli BMW dei tardi anni trenta. Tale motore conservava intatto il valore di cilindrata di 1971 cm3, era alimentato a carburatore doppio corpo ed erogava una potenza massima di 65 CV, non molti, e in effetti questa è un'altra delle grosse pecche della 501, che a causa di una massa a vuoto pari a 1.285 kg non poteva superare i 138 km/h, con un'accelerazione da 0 a 100 km/h coperta in 27 secondi. La potenza e la coppia motrice venivano trasmesse al retrotreno mediante un cambio manuale ZF a 4 marce.

### Evoluzione della gamma

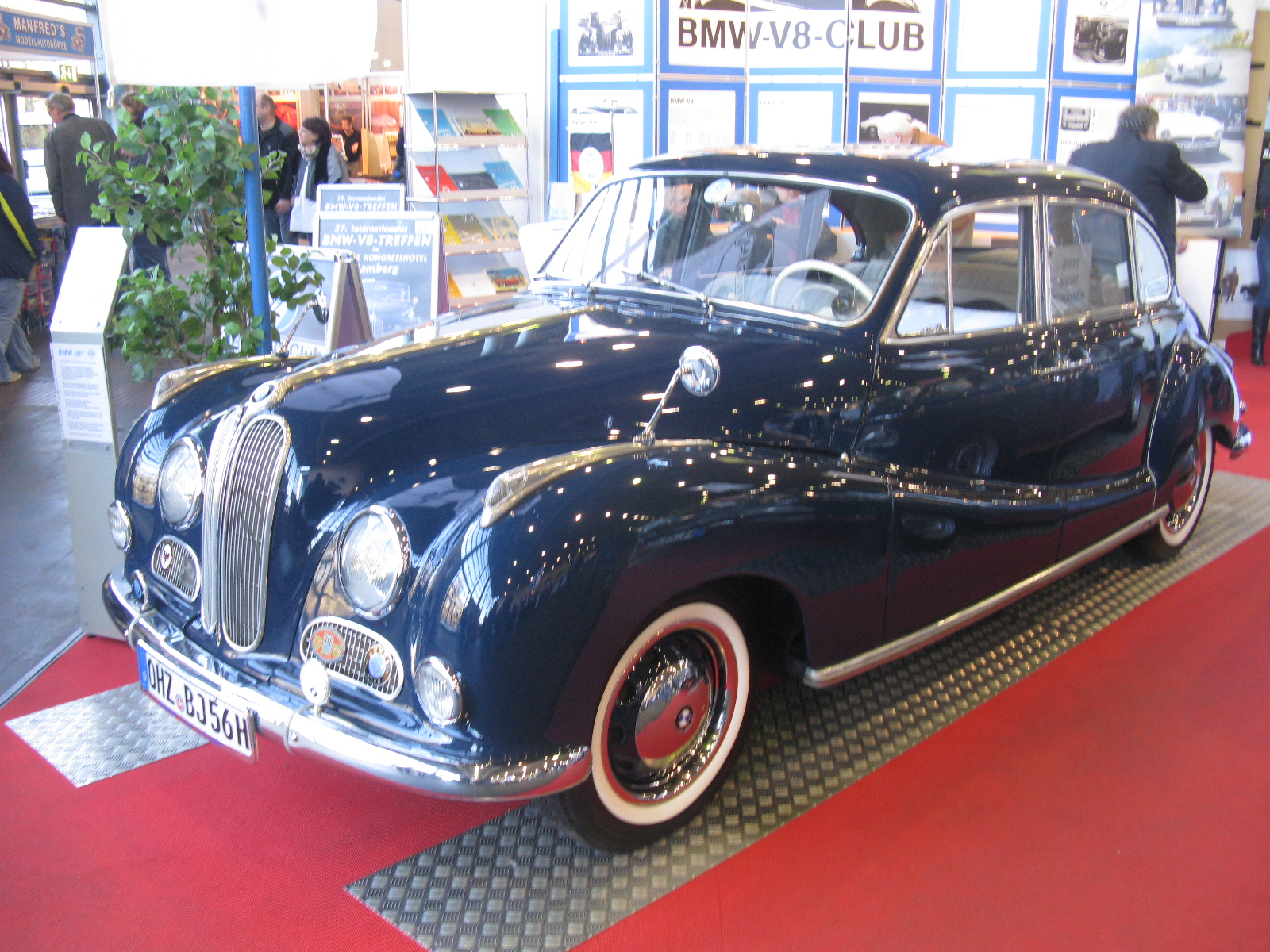

La 501 fu prodotta durante il primo anno e mezzo di carriera solo in un unico allestimento. Fu infatti solo a partire dal mese di marzo del 1954 che la gamma si sdoppiò: la 501 A fu la nuova denominazione della 501 prodotta fino a quel momento, mentre la 501 B fu una versione più economica, dall'allestimento semplificato, voluta per dare una spinta alle vendite non di certo confortanti. I vari ritardi nel lancio del modello, le prestazioni non proprio all'altezza del tipo di vettura, lo stile certamente affascinante ma non dei più moderni e infine il prezzo elevato (15.000 marchi contro i 12.000 della Mercedes-Benz 220a la penalizzarono enormemente. In ogni caso, la gamma venutasi a creare nel marzo del 1954 fu anche caratterizzata da una rivisitazione al motore, che comportò la lavorazione della testata, resa così più performante e in grado di assicurare un aumento della potenza massima da 65 a 72 CV. Le prestazioni aumentarono, anche se non sensibilmente, e permisero alla vettura un allungo massimo di 145 km/h. Inoltre, contemporaneamente all'arrivo della nuova gamma, i prezzi vennero ritoccati verso il basso, così la 501 A venne proposta a un prezzo di 13.900 marchi, mentre per la versione meno ricca l'esborso si riduceva di 1.500 marchi.
In quel periodo cominciarono a essere prodotte le prime fuoriserie su base 501: tali versioni, principalmente coupé e cabriolet, vennero in gran parte prodotte dalla già menzionata carrozzeria Baur di Stoccarda, ma anche la carrozzeria Autenrieth di Darmstadt propose delle reinterpretazioni sul tema 501, queste ultime stilisticamente più distaccate dai canoni originari (in particolare la coupé), mentre la Baur cercò invece di rimanervi fedele il più possibile. Le cabriolet di Baur erano sia a due sia a quattro porte e si rifacevano fondamentalmente ai canoni stilistici della 501 berlina, mentre le fuoriserie di Autenrieth potevano variare da un esemplare all'altro. In ogni caso, tali realizzazioni avvenivano a partire dal telaio nudo, spedite nelle carrozzerie incaricate.

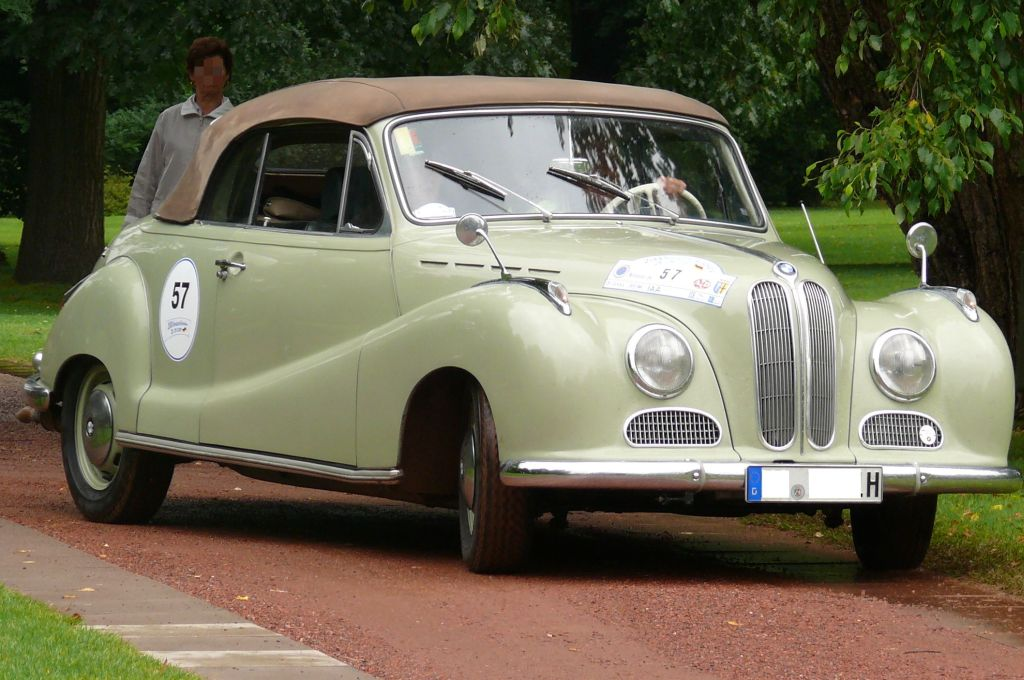
Una 501 2.6 V8 cabriolet di Baur

Un anno dopo, nel marzo del 1955, il motore venne nuovamente rivisitato, questa volta più in profondità: il risultato fu un aumento della cilindrata da 1971 a 2077 cm3, ottenuto rialesando le canne cilindri. Tuttavia, la potenza massima venne mantenuta invariata a 72 CV, privilegiando invece l'erogazione di coppia motrice. Con l'arrivo della versione con motore da 2,1 litri, la gamma tornò a unificarsi in un solo livello di allestimento. Ma nel mese di settembre dello stesso anno, la gamma tornò ad ampliarsi, questa volta verso l'alto, con l'arrivo della 501 V8, equipaggiata con lo stesso motore V8 da 2580 cm3 della 502 (lanciata nel marzo 1954 in concomitanza con lo sdoppiamento della 501 in due versioni), ma con potenza ridotta da 100 a 95 CV. La velocità massima salì a 165 km/h, un valore più consono, ma ottenuto al prezzo di un motore più assetato e più costoso di per sé.
Nell'ottobre del 1958, la 501 con motore a 6 cilindri venne tolta di produzione, lasciando campo libero alla sola versione V8, commercializzato, fatta eccezione per un piccolo lotto di 25 esemplari equipaggiati ancora con il motore da 2,1 litri e destinati a un utilizzo come vetture di rappresentanza. A tale proposito, vale la pena ricordare che un certo numero di esemplari di 501 venne allestito per essere impiegato presso la Polizia e la Feuerwehr (vigili del fuoco tedeschi). Con questo nuovo aggiornamento della gamma, la 501 cessò di essere commercializzata con la sua denominazione originale per comparire nei cataloghi dell'epoca come BMW 2,6.

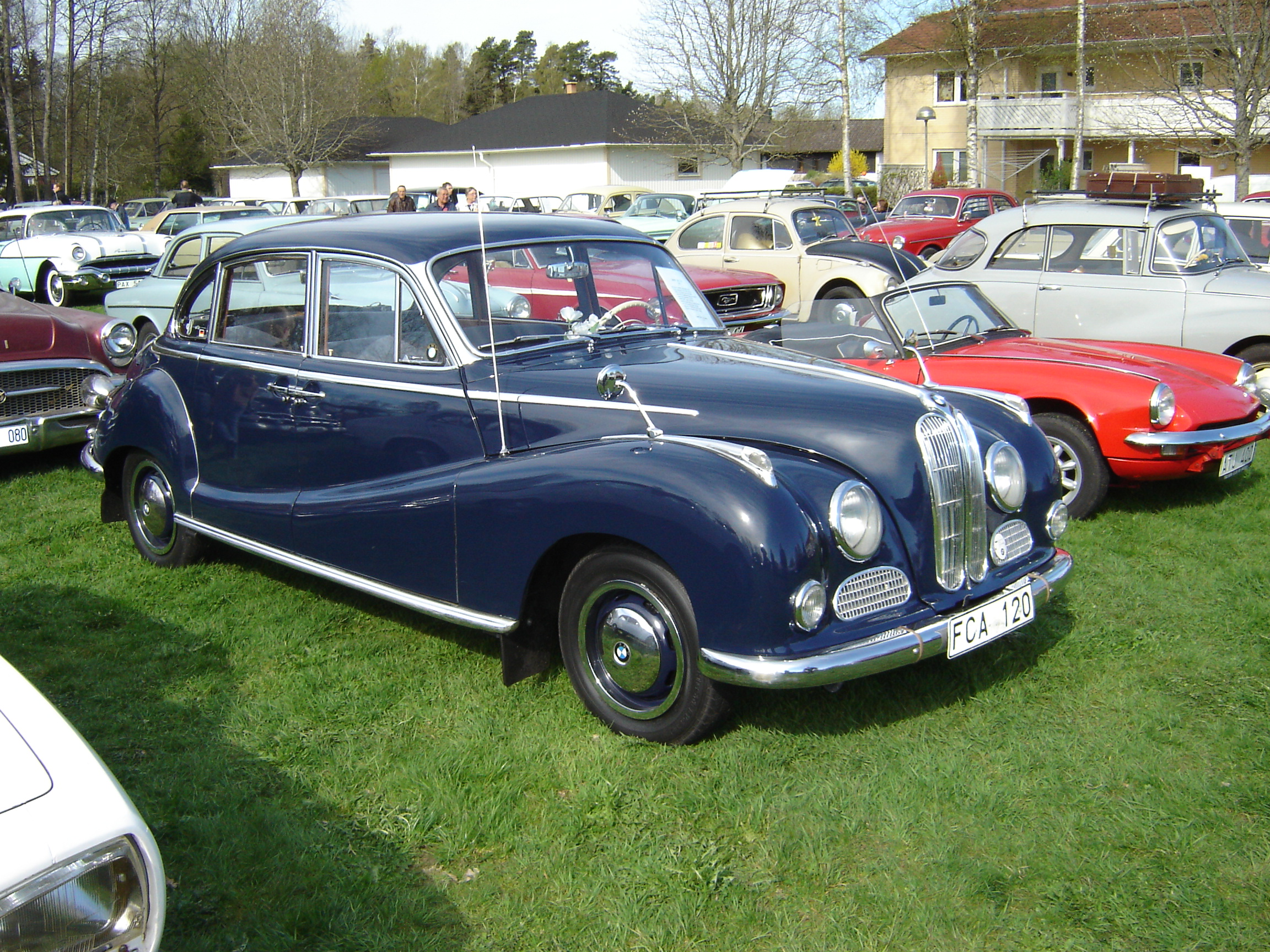

Le vendite si fecero intanto sempre più stagnanti, anche a causa dell'arrivo, durante questo decennio, di concorrenti sempre più moderne: oltre alle nuove Mercedes-Benz della serie W180 (le "ponton" con motore a 6 cilindri), videro infatti la luce le nuove e più moderne Opel Kapitän della serie P e le Ford Zephyr MkII. Queste ultime non erano prestazionalmente eccellenti, ma in compenso avevano uno stile ben più moderno, grazie alla loro carrozzeria di tipo "ponton". Nel 1960 i freni a disco divennero ordinabili a richiesta, con sovrapprezzo, mentre nel settembre del 1961, altro cambio di denominazione commerciale, con la BMW 2,6 che divenne BMW 2600. Contemporaneamente la sua "sorella maggiore" 502, che dal 1955 venne proposta anche con motore da 3,2 litri, venne ribattezzata BMW 3200 e proposta solo con tale motore. Pertanto, la BMW 2600 andò di fatto a sostituire sia la 501, sia la 502 2.6. Per questo motivo, della 2600 vennero proposta due versioni: una di base con motore da 100 CV, quindi leggermente più potente che in precedenza, e una più completa, denominata 2600 L, con motore da 110 CV.  La produzione di questi due modelli, ultime propaggini della 501 negli anni sessanta, cessò nel corso del 1963. L'eredità della gamma 501/2,6/2600 venne raccolta da due modelli: già nel 1961 venne introdotta la 1500, nuovo modello più compatto e dotato di un motore di cilindrata inferiore, ma molto più moderno e con potenza massima di 80 CV, quindi superiore a quella dei motori a 6 cilindri utilizzati dalla 501. Il motore della 1500 evolverà poi in altre varianti di cilindrata superiore e con potenze superiori, in modo da colmare temporaneamente il buco in gamma venutosi a creare dopo l'uscita di scena anche della 502/3200, in attesa dell'arrivo della gamma E3, la cui versione di base, denominata 2500, avrebbe fatto da erede ideale per le 501 equipaggiate con il V8 da 2,6 litri, ma soprattutto, trattandosi di un modello più imponente sul piano dimensionale, ne avrebbe ripreso l'eredità spirituale. In totale furono 14.853 gli esemplari di 501, 2,6 e 2600 prodotti.

### Riepilogo caratteristiche
Di seguito vengono riepilogate le caratteristiche relative alla gamma dei modelli 501, 2,6 e 2600. I prezzi riportati sono in marchi (DM) e si riferiscono al momento dell'esordio nel mercato tedesco: